# Агаева, Таджи Гозель
Таджи Гозель (Таджигозель) Агаева (1918, с. Мулказы — дата смерти неизвестна) — советская колхозница. Герой Социалистического Труда (1949).

## Биография
Родилась в 1918 году в селе Мулказы (ныне - Говштубент Марыйского этрапа Марыйского велаята Туркменистана). По национальности туркменка.
Получила начальное образование.
Ещё в юности начала заниматься сельским трудом. В 1934 году стала работать в местном колхозе имени Чкалова (с 1945 года — «Сынпы-Гореш», по-русски «Классовая борьба»), специализировавшемся на выращивании хлопка. Показав себя трудолюбивым работником, уже через два года стала звеньевой, возглавлавив комсомольско-молодёжное звено. Была среди передовых работников колхоза по сбору хлопка. В 1948 году звено Агаевой на шести гектарах продемонстрировало урожайность египетского хлопка 62,4 центнера с гектара.
11 июня 1949 года Указом Президиума Верховного Совета СССР за получение высоких урожаев хлопка в 1948 году была удостоена звания Героя Социалистического Труда с вручением ордена Ленина и золотой медали «Серп и Молот». Аналогичное звание за те же достижения получили председатель колхоза Атаджан Бабаев и пять других передовых звеньевых — Огуль Ораз Аманова, Огульджума Аннаклычева, Солтан Гозель Мыссыева, Нурсолтан Сехетлиева и Ораз Гозель Эсенова.
Также была награждена рядом медалей, в том числе «За трудовую доблесть» (30 июля 1951) и «За трудовое отличие» (28 января 1950) за высокие урожаи, достигнутые её звеном.
В 1969 году вышла на пенсию, была персональным пенсионером союзного значения. Жила в Марыйском районе.
Дата смерти неизвестна.